# Homa rubrodorsata
Homa rubrodorsata är en insektsart som beskrevs av Kato 1933. Homa rubrodorsata ingår i släktet Homa och familjen dvärgstritar. Inga underarter finns listade i Catalogue of Life.